# Птеростих ямчастокрапчастий
Птеростих ямчастокрапчастий (Pterostichus oblongopunctatus) — вид жуків родини турунових (Carabidae).

## Поширення
Вид поширений в Європі, Західній Азії та Північній Азії від Піренеїв до Японії. Трапляється за полярним колом. Мешкає у сухих або злегка вологих листяних і хвойних лісах, особливо на кислих перегнійних ґрунтах.

## Опис
Жуки досягають довжини тіла від 9 до 12 мм. Їх тіло чорного кольору і має зеленуватий або бронзовий відтінок. Надкрила мають поздовжню борозенку і чотири-сім, зазвичай п'ять, глибоких пористих точок у третій смузі. Подібний Pterostichus quadrifoveolatus зазвичай має лише три таких плями. Гомілки і лапки забарвлені в коричнево-червоний колір. Переднеспинка має форму серця і має дві широкі щілиноподібні виїмки біля основи.

## Спосіб життя
Жуків можна знайти від низин до висоти близько 2000 метрів у гнилих пнях або під корою та камінням. Вони дуже поширені. Ведуть нічний спосіб життя. Спаровуються навесні, нове покоління вилуплюється восени і зимує в моху, під листям або в гнилій деревині. Личинки також живуть у моху або листі.